# Pterophorus aliubasignum
Pterophorus aliubasignum là một loài bướm đêm thuộc họ Pterophoridae. Nó được tìm thấy ở New Guinea.